# Carl Bogenhard
Carl Friedrich Adolph Bogenhard (1811 – Viena, 1853) fue un farmacéutico, profesor, y botánico alemán.

## Algunas publicaciones
- 1850. Taschenbuch der Flora von Jena oder systematische Aufzählung und Beschreibung aller in Ostthüringen wildwachsenden und kultivirten Phanerogamen und höheren Cryptogamen: Mit besonderer Berücksichtigung ihres Vorkommens: nebst einer Darstellung der Vegetationsverhältnisse der bunten Sandstein ... Editor Engelmann, xx+457 pp. en línea reimpreso por Nabu Press, 2012 480 pp. ISBN 1279232188

## Honores

### Epónimos
Género
- (Malvaceae) Bogenhardia Rchb.[2]

Especies
- (Ranunculaceae) Anemone bogenhardiana Pritz.[3]

- (Rosaceae) Potentilla bogenhardiana F.W.Schultz[4]

- La abreviatura «Bogenh.» se emplea para indicar a Carl Bogenhard como autoridad en la descripción y clasificación científica de los vegetales.[5]